# NGC 5965
NGC 5965 este o liner situată în constelația Dragonul. A fost descoperită în 1788 de către William Herschel. Se află la o distanță de 52 de megaparseci de Pământ.